# Anne Hay-Mackenzie, duchessa di Sutherland
Lady Anne Hay-Mackenzie, duchessa di Sutherland (21 aprile 1829 – 25 novembre 1888), è stata una nobildonna inglese.

## Biografia
Era la figlia di John Hay-Mackenzie di Newhall e Cromarty e di sua moglie Anne Gibson-Craig. Era la bis-bisnipote di George Mackenzie, III conte di Cromartie (che aveva preso parte all'insurrezione giacobita del 1745 ed è stato arrestato nel 1746).

## Matrimonio
Sposò, il 27 giugno 1849, George Sutherland-Leveson-Gower, III duca di Sutherland. Ebbero cinque figli:
- George Granville Sutherland-Leveson-Gower (27 luglio 1850 - 5 luglio 1858);
- Cromartie Sutherland-Leveson-Gower, IV duca di Sutherland (20 luglio 1851 - 27 giugno 1913);
- Francis Mackenzie Sutherland-Leveson-Gower, II conte di Cromartie (3 agosto 1852 - 24 novembre 1893), sposò Lilian Janet Macdonald, ebbero due figlie;
- Lady Florence Sutherland-Leveson-Gower (17 aprile 1855 - 10 ottobre 1881), sposò Henry Chaplin, I visconte di Chaplin, ebbero tre figli;
- Lady Alexandra Sutherland-Leveson-Gower (13 aprile 1866 - 16 aprile 1891).

## Morte
Morì il 25 novembre 1888, a 59 anni, a Stafford House, Londra.
Ricoprì la carica di Mistress of the Robes tra il 1870 e il 1874 d è stato insignita dell'Ordine reale di Vittoria ed Alberto (3ª classe).